# Thibaudia rigidiflora
Thibaudia rigidiflora är en ljungväxtart som beskrevs av A. C. Smith. Thibaudia rigidiflora ingår i släktet Thibaudia och familjen ljungväxter. Inga underarter finns listade i Catalogue of Life.